# Uladzimir Karytska
Uladzimir Michajlavitj Karytska (belarusiska: Уладзімір Міхайлавіч Карыцька; ryska: Владимир Михайлович Корытько, Vladimir Michajlovitj Korytko), född 6 juli 1979 i Molodetjno i Vitryska SSR i Sovjetunionen (nu Belarus), är en belarusisk före detta fotbollsspelare (attackerande mittfältare). Han spelade senast för Dinamo Minsk.